# Silver Lake, Wisconsin
Silver Lake är en ort i Kenosha County i delstaten Wisconsin, USA. Vid folkräkningen år 2000 bodde 2 341 personer på orten. Den har enligt United States Census Bureau en area på totalt 4 km², allt är land.